# Benoît Janssens de Bisthoven
Benoît Paul Gerard Marie Ghislain baron Janssens de Bisthoven (Ougrée, 23 augustus 1928 - Sint-Lambrechts-Woluwe, 30 april 2015) was een Belgisch legerofficier.

## Biografie
Benoît Janssens de Bisthoven was een telg uit het geslacht Janssens de Bisthoven. Hij was een zoon van kolonel Georges Janssens de Bisthoven en Thérèse Ryelandt. Hij trouwde met Nicole Nève de Mévergnies (1928-2015), met wie hij acht kinderen kreeg.
Hij was beroepsmilitair zoals zijn vader. Hij bereikte de graad van kolonel (stafbrevethouder). Hij hield onder meer volgende verantwoordelijke functies:
- commandant van het 1ste Regiment Lansiers
- commandant van de Cadettenschool
- commandant van de koninklijke paleizen

Hij was vleugeladjudant van de koning.
In 1996 werd hem de persoonlijke titel van baron toegekend.